# Philip S. W. Goldson International Airport

i7
i11
i13
Der Philip S. W. Goldson International Airport (auch: Belize International Airport, IATA-Code: BZE, ICAO-Code: MZBZ) ist der Flughafen der Stadt Belize City und der wichtigste internationale Flughafen von Belize. Er liegt etwa 15 km von Belize City entfernt in Ladyville.

## Geschichte
Der Flughafen wurde 1943 mit einer 5.000 ft (1.524 m) langen Start- und Landebahn, einem Rollweg sowie einem kleinen Vorfeld errichtet. 1944 wurde ein Terminal gebaut, welches am 15. Januar 1945 offiziell eröffnet wurde. Namensgeber ist der inzwischen verstorbene belizische Politiker und Herausgeber Philip Stanley Wilberforce Goldson.
Mittlerweile wurde die Start- und Landebahn auf 7.100 ft (2.164 m) verlängert und das Vorfeld auf 57.200 m² vergrößert. Es ist geplant, die Start- und Landebahn sowie Vorfeld und Terminal zu erweitern, um auch Großraumflugzeuge abfertigen zu können. Der Flughafen verfügt über Flughafenfeuerwehr und Rettungsdienst.
Am 1. April 2004 hat die Belize Airport Concession Company, ein Konsortium aus belizischen Investoren, im Rahmen der Privatisierung den Betrieb des Flughafens übernommen. Die Betriebsgenehmigung verpflichtet die Gesellschaft unter anderem dazu, den Flughafen auszubauen. Eigentümer des Flughafens ist dennoch die Regierungsbehörde Belize Airports Authority.
Beim Ausbruch der COVID-19-Pandemie wurde der Flughafen bis zum 1. Oktober 2020 geschlossen.

## Flugziele
Der Philip S. W. Goldson International Airport wird hauptsächlich von Fluggesellschaften aus den Vereinigten Staaten, Zentralamerika und der Karibik angeflogen. Unter ihnen befinden sich American Airlines, United Airlines, Delta Air Lines, Maya Island Air und Tropic Air.

## Zwischenfälle
- Am 6. Januar 1962 fiel an einer Curtiss C-46A-60-CK Commando der TAN Honduras (Luftfahrzeugkennzeichen HR-TNB) kurz nach dem Start vom Flughafen Belize das Triebwerk Nr. 1 (links) aus. Das mit mehr als 500 pounds überladene Flugzeug gewann nicht an Höhe und stürzte in ein bewaldetes Gebiet am Westufer des Belize River. Von den beiden Piloten, den einzigen Insassen auf dem Frachtflug, kam einer ums Leben.[4]

- Am 19. Mai 1976 zerlegte sich im Reiseflug der Propeller Nr. 1 (links außen) an einer Lockheed L-1049H Super Constellation der US-amerikanischen F & B Livestock Corp (N468C). Dabei schlug er in das Nachbartriebwerk Nr. 2 ein, welches auch abgestellt werden musste. Im Anflug auf den Ausweichflugplatz, den Flughafen Belize International, ließ sich das linke Hauptfahrwerk nicht verriegeln. Nach dem Aufsetzen schlug die linke Tragfläche auf der Landebahn auf. Die Maschine kam knapp 8 Meter vom Landebahnrand zum Stillstand und wurde irreparabel beschädigt. Alle drei Besatzungsmitglieder, die einzigen Insassen auf dem Überführungsflug, überlebten den Unfall.[5]